# Callicarpa bodinieri
Callicarpa bodinieri là một loài thực vật có hoa trong họ Hoa môi. Loài này được H.Lév. mô tả khoa học đầu tiên năm 1911.
Phân loài:
- Callicarpa bodinieri var. giraldii Hesse ex Rehder, 1914

## Hình ảnh

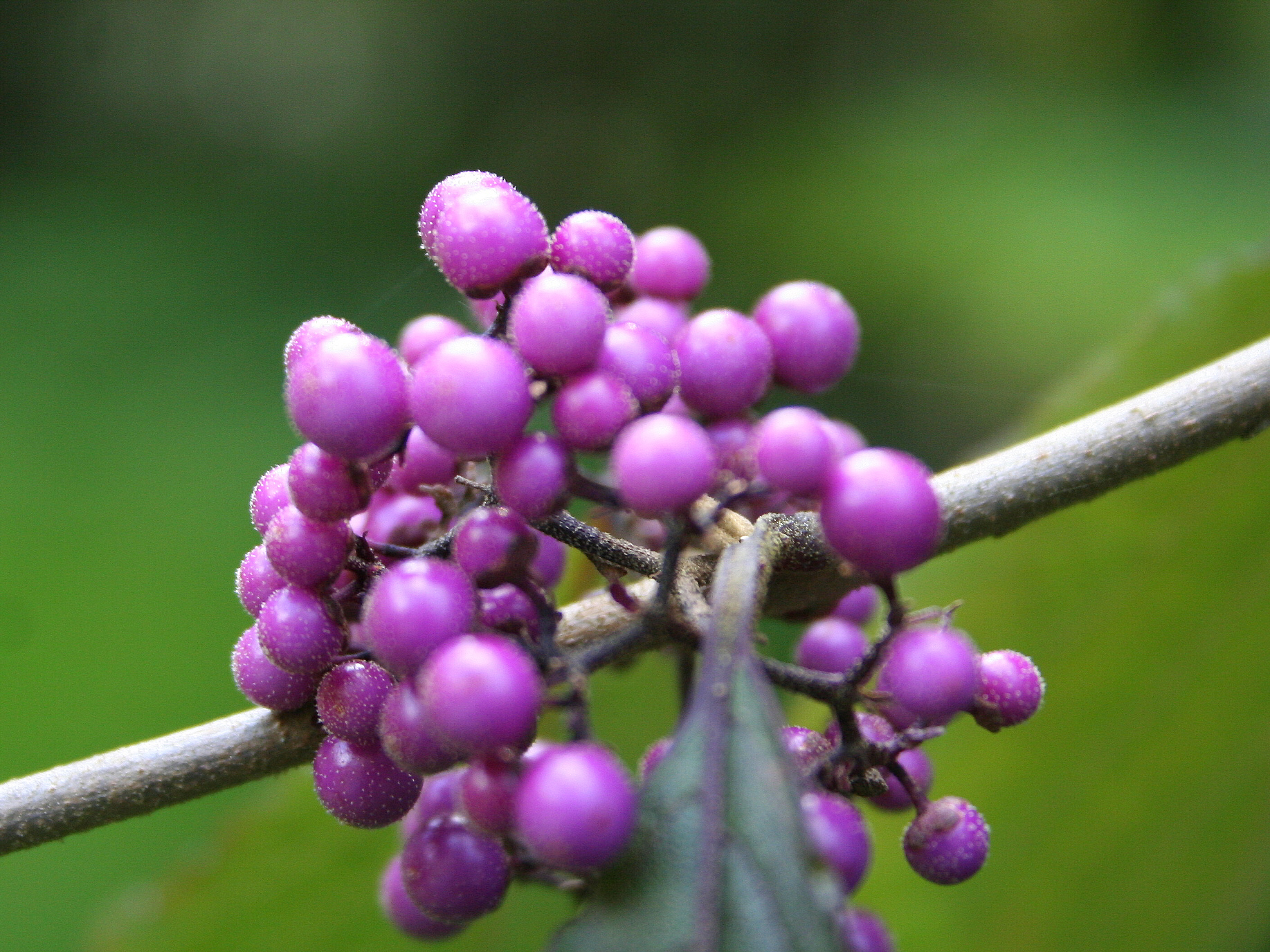
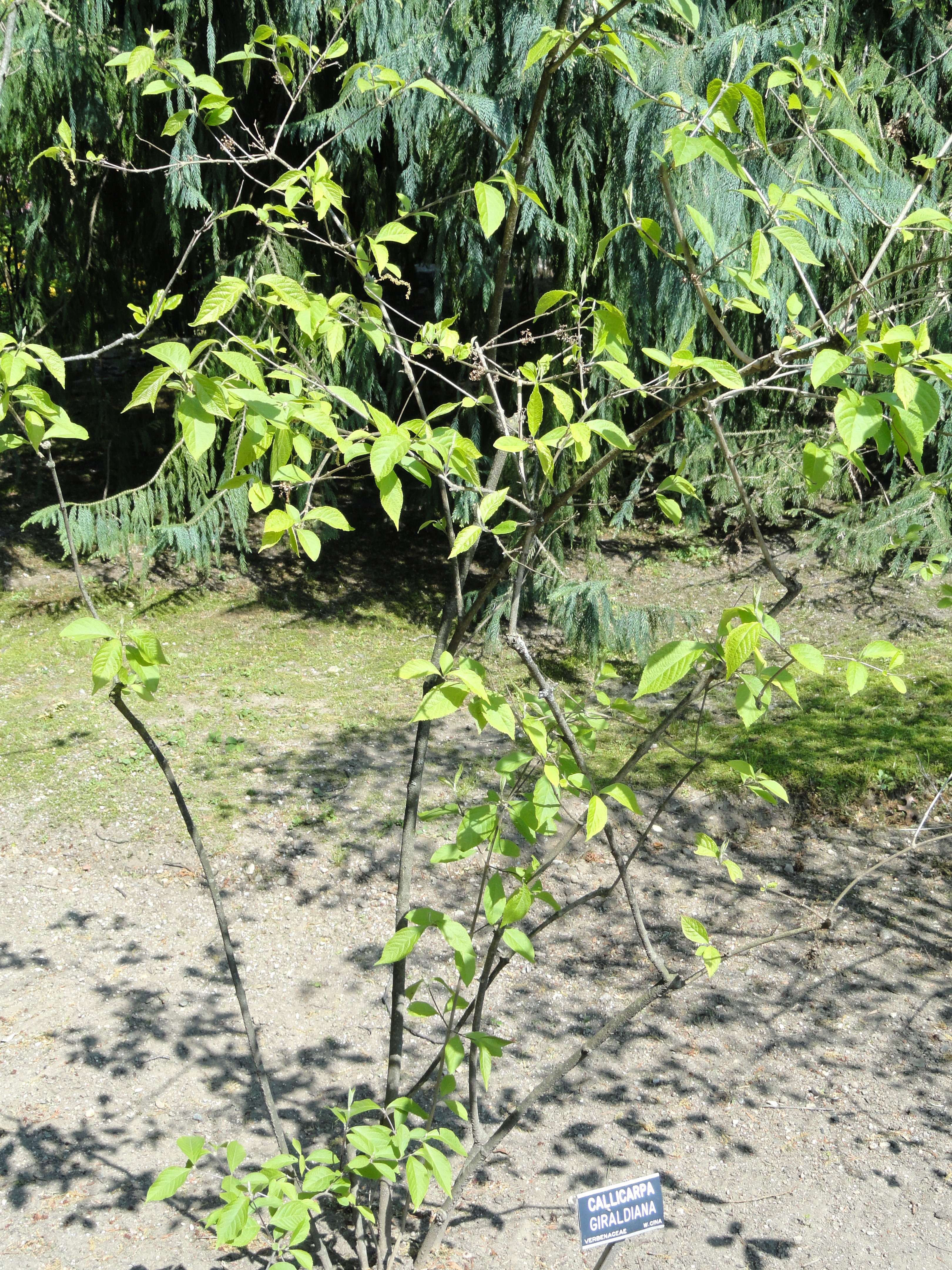
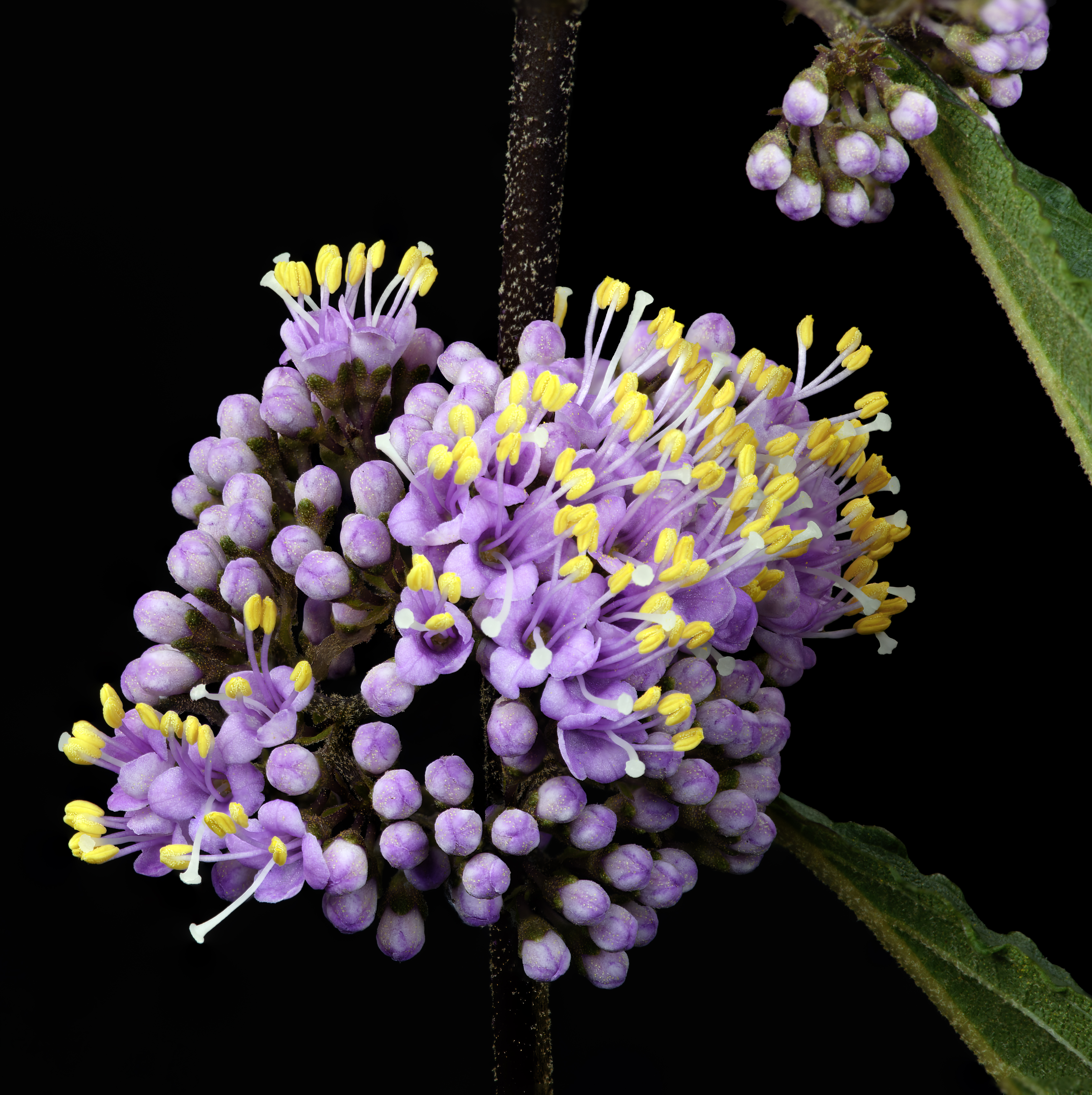
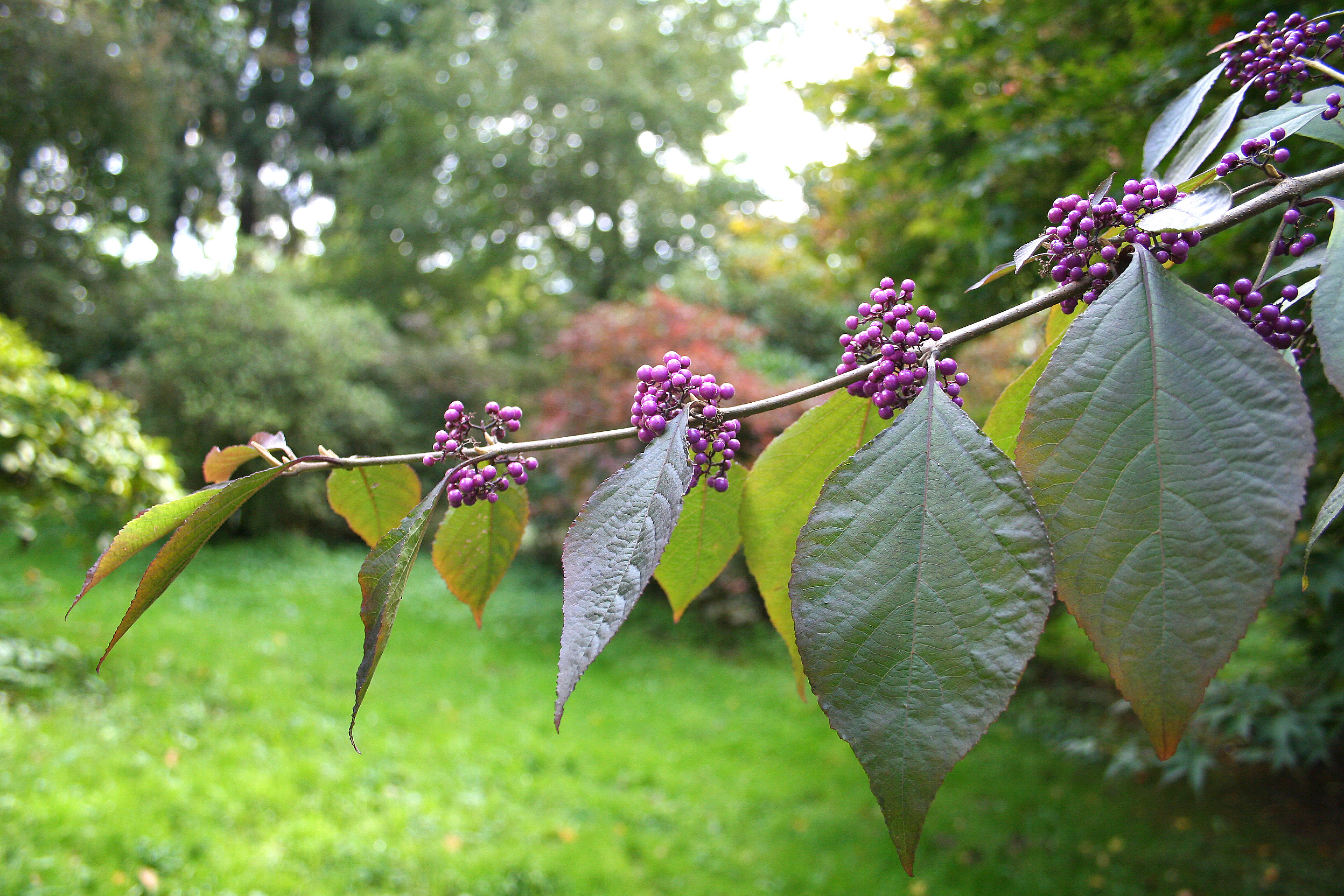
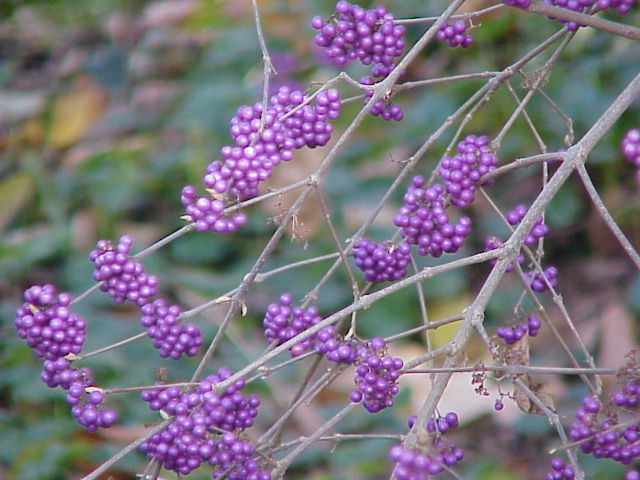